# Jean-Pierre Eckmann
Jean-Pierre Eckmann (* 27. Januar 1944) ist ein Schweizer mathematischer Physiker und Mathematiker, der sich mit Chaostheorie beschäftigt.

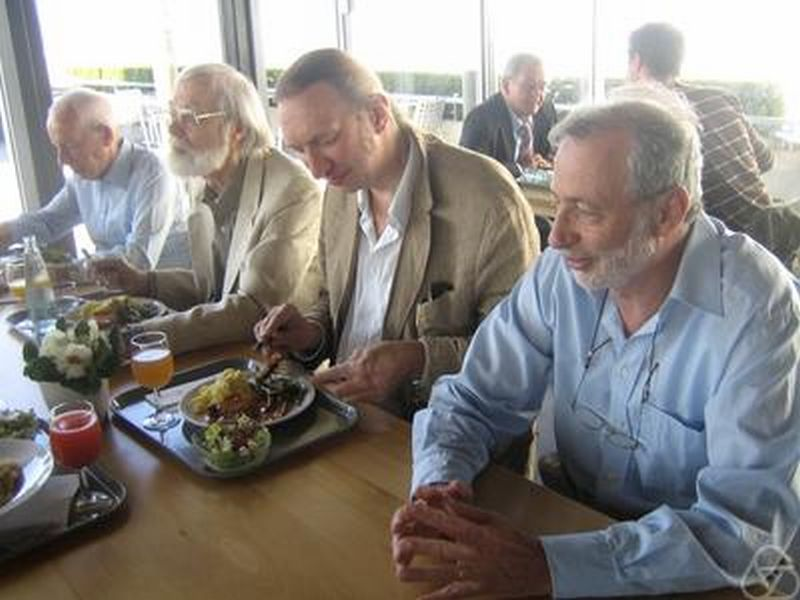
Jean-Pierre Eckmann (rechts) 2007 mit Albrecht Dold (links), John Milnor (2. v.links), Dietmar Salamon

Jean-Pierre Eckmann ist der Sohn des Mathematikers Beno Eckmann. Er studierte an der ETH Zürich, wo er 1967 sein Physik-Diplom bei Klaus Hepp erwarb (Renormierung der Yukawa Theorie), und wurde 1970 bei Marcel Guenin an der Universität Genf promoviert (Hamiltonians of persistent interactions), wo er auch Professor ist.
Eckmann gab als erster mit seinen Doktoranden Pierre Collet, Peter Wittwer und Hans Koch sowie mit Oscar Lanford eine strenge Behandlung der Universalität der von Mitchell Feigenbaum behandelten Periodenverdopplungs-Bifurkationen einer großen Klasse dynamischer Systeme von Selbstabbildungen auf dem Einheitsintervall und in höheren Dimensionen. Sie wandten dabei die aus der Quantenfeldtheorie und statistischen Mechanik bekannte Methode der Renormierungsgruppe an und teilweise Computer-Unterstützung in den Beweisen. Viel zitiert wurde sein Review-Artikel mit David Ruelle von 1985, der die in der Chaostheorie viel studierten Seltsamen Attraktoren mit der klassischen mathematischen Ergodentheorie verband.
Er befasste sich auch mit statistischer Mechanik (wie Spin Gläser, neuronalen Netzwerken), Mathematischer Quantenfeldtheorie, Hydrodynamik, Zufallsmatrizen und anderen Gebieten der mathematischen Physik und partiellen Differentialgleichungen.
Er war Invited Speaker auf dem Internationalen Mathematikerkongress in Berkeley 1986 (The mechanism of Feigenbaum Universality) und 2002 in Peking (Non-equilibrium steady states).
Eckmann wurde 1995 korrespondierendes Mitglied der Göttinger Akademie der Wissenschaften und 2001 Mitglied der Academia Europaea. Er ist Fellow der American Mathematical Society.

## Schriften
- mit Pierre Collet: Iterated maps on the interval as dynamical systems, Birkhäuser Verlag, Progress in Physics, Band 1, 1980 (Reprint 2009).
- mit Pierre Collet: Concepts and results in chaotic dynamics, Springer 2006.
- mit Peter Wittwer: Computer methods and Borel summability applied to Feigenbaum's equation, Springer Verlag, Lecturenotes in Physics, Band 227, 1985.
- mit Pierre Collet: A renormalization group analysis of the hierarchical model in statistical mechanics, Springer Verlag, Lecturenotes in Physics, Band 74, 1978.
- mit Marcel Guenin: Méthodes algébriques en mécanique statistique, Springer Verlag Lecturenotes in Mathematics, Band 81, 1969.